# Шан (Лихтенштајн)
Шан је највећи град и истоимена општина Кнежевине Лихтенштајн. У Шану живи 5.963 становника. Површина општине износи 26,8 км² док је центар општине смештен на 450 m надморске висине.

## Историја
Место се први пут спомиње 850-е године нове ере.

## Географија
Град се граничи са швајцарском општином Букс.
Општина укључује и села Милехорц и Нафколф једну од две тромеђе између Лихтенштајна, Швајцарске и Аустрије.

## Привреда
Шан има преко 4.000 фирми што га чини највећим економским центром у Лихтенштајну. У Шану је седиште фирме Ивоклар Вивадент АГ, највећи произвођач вештачких вилица, као и Хилти АГ једна од највећих фирми на свету за производњу сидра и електричних алата.

## Галерија
- Поглед на Шан и швајцарске градове Бухс, Грабс и Гамс
- Градска скупштина у Шану
- Железничка станица Шан-Вадуц
- Улица у Шану
- Седиште компаније Хилти АГ

## Становништво
| Година       |
| Становништво |
| ------------ |